# Diocèse de Cammin
1140–1648
Entités précédentes :
- Duché de Poméranie

Entités suivantes :
- Province de Poméranie (Brandebourg-Prusse)

Le diocèse de Cammin (en allemand : Bistum Cammin, parfois écrit Kammin ; en polonais : biskupstwo kamieńskie) est à la fois un ancien diocèse catholique dans le duché de Poméranie existant du XIIe au XVIIe siècle, ainsi qu'un État autonome du Saint-Empire romain, un Hochstift gouverné par un prince-évêque aux alentours des villes de Kołobrzeg et Koszalin dans la Poméranie ultérieure jusqu'à la sécularisation résultant des traités de Westphalie en 1648. Le siège du diocèse était à Kamień (Cammin).

## Territoire

Le territoire de la principauté ecclésiastique (fond lilas) vers 1400.

Les frontières de la principauté et du diocèse de Cammin, fondé en Poméranie par le pape Innocent II en 1140, ne coïncidaient pas. L'autorité spirituelle de l’évêque s’étendait sur les régions contrôlées par la maison de Poméranie au XIIe siècle, se distinguant ainsi du territoire ultérieur du duché de Poméranie par l'exclusion de la principauté danoise de Rügen et l'inclusion de la Circipanie dans l'est du Mecklembourg jusqu'au Ryck, du nord de l'Uckermark et des territoires de la Nouvelle-Marche ultérieure.
Par contre, le territoire de la principauté épiscopale (Hochstift) s'étendait sur une plus petite partie de la région, du chapitre de la cathédrale Sainte-Marie de Colberg le long de la côte Baltiquw vers l'Est jusqu'à Coslin, et à l'intérieur du pays autour des villes de Cörlin (Karlino) et de Bublitz (Bublitz).

## Histoire
Le diocèse trouve son origine dans la conversion des Poméraniens par l'évêque Othon de Bamberg par deux voyages missionnaires en 1124 et 1128. À l'instigation du duc Boleslas III de Pologne, il convertit les tribus slaves au christianisme s'attache à la fondation d'un diocèse poméranien. Néanmoins, seulement après son décès en 1139, le premier évêque, Adalbert de Poméranie a reçu les ordres par le pape Innocent II le 14 octobre 1140 à Rome. Adalbert prit son siège à Wolin. La suprématie sur son diocèse fut convoitée par les archevêques de Magdebourg et de Gniezno ; le pape évite tout conflit avec l'exemption de l'évêché. 

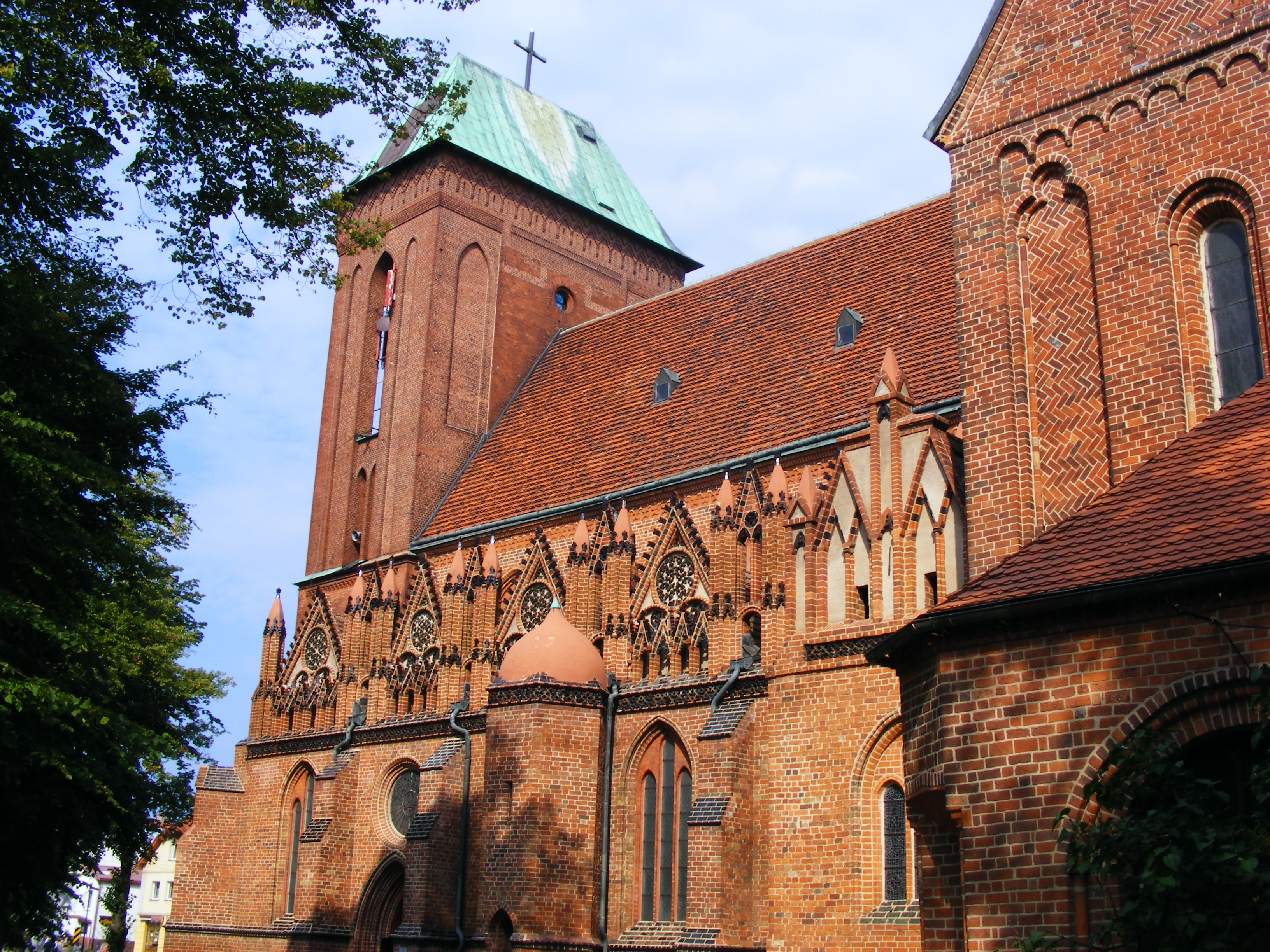
Cathédrale de Kamień.

Après des incursions du duc Henri le Lion et des Danes en 1164 et 1171, l’évêque Conrad Ier transféra le siège cathédral d'abord à l'abbaye de Grobe près d'Usedom puis, vers 1176 à Kamień oÚ le chapitre de la cathédrale Saint-Jean-Baptiste a été fondé. Le duc Casimir Ier de Poméranie a fait du christianisme la religion d'État.
Le diocèse catholique a été dissous pendant la Réforme protestante, lorsque la noblesse poméranienne a adopté le luthéranisme en 1534 et que le dernier évêque pré-réformateur est décédé en 1544. L'Église protestante poméranienne a succédé au diocèse catholique, entraînant la disparition de celui-ci jusqu'en 1945, date de sa renaissance sous le nom d'« administration apostolique de Kamień (Cammin), Lubusz et Prélature de Piła ». Le diocèse de Szczecin-Kamień lui a succédé en 1972, avant d'être élevé au rang d'archidiocèse de Szczecin-Kamień en 1992.
Le territoire séculier de l'ancien diocèse a continué d'exister en tant que principauté ecclésiastique (Hochstift) au sein du duché de Poméranie. Il disparaît en 1650 lorsqu'il est intégré au Brandebourg-Prusse, devenant ainsi une partie de la Poméranie brandebourgeoise. Le territoire de l'ancienne principauté est administré en tant que comté de Fürstenthum au sein de la province prussienne de Poméranie jusqu'à un remaniement administratif en 1872 qui entraîne sa division.